# Romanzo del West
Romanzo del West (Tall in the Saddle) è un film del 1944 diretto da Edwin L. Marin.
È un film western statunitense con John Wayne, Ella Raines e Ward Bond. È basato sul romanzo Tall in the Saddle di Gordon Ray Young serializzato sul The Saturday Evening Post dal 7 marzo al 25 aprile 1942.
In Italia è noto anche col titolo Romanzo nel West.

## Trama
Intorno al ranch di un uomo assassinato s'incrociano le vicende di vari personaggi: la signora Martin e sua nipote Clara, che dovrebbe essere l'erede legittima del podere; Rocklin, un cowboy assunto nella fattoria poco prima che il proprietario morisse; il giudice Garvey, che custodisce documenti e lettere riguardanti il ranch. C'è inoltre la giovane ed agguerrita possidente del ranch confinante, Arly Harolday, il cui fratello è al corrente delle circostanze che portarono alla morte del suo vicino. Un giorno Clara scrive una lettera a Rocklin nella quale gli confida i suoi timori riguardo ad un presunto complotto ordito contro di lei per privarla dell'eredità; a questo punto il cowboy, aiutato da Arly e dal fedele amico Dave, inizia una sua indagine personale che lo porterà a scoprire sia l'identità dei cospiratori sia quella dell'assassino.

## Produzione
Il film, diretto da Edwin L. Marin su una sceneggiatura di Michael Hogan e dell'attore Paul Fix e un soggetto di Gordon Ray Young (autore del romanzo), fu prodotto da Robert Fellows e, nelle vesti di produttore associato, dal montatore Theron Warth per la RKO Radio Pictures. Fu girato nell'Agoura Ranch ad Agoura, nei pressi del lago Sherwood, nell'RKO Encino Ranch a Encino e nei RKO Studios a Hollywood, in California, e a Sedona, in Arizona. Fu il primo film di Wayne con la RKO e con il produttore Robert Fellows, con il quale Wayne poi costituì una società di produzione.

## Distribuzione
Il film fu distribuito con il titolo Tall in the Saddle negli Stati Uniti dal 29 settembre 1944 al cinema dalla RKO Radio Pictures.
Alcune delle uscite internazionali sono state:
- in Svezia il 31 marzo 1945 (En cowboy rensar stan)
- nel Regno Unito il 7 maggio 1945
- in Giappone il 23 maggio 1946
- in Danimarca il 22 gennaio 1947
- in Portogallo l'8 aprile 1947 (A Indomável)
- in Finlandia il 17 ottobre 1947 (Cowboy 'puhdistaa' kaupungin)
- in Austria nel 1948 (Der Fremde aus Arizona e Wildwest)
- in Francia il 27 ottobre 1948 (L'amazone aux yeux verts)
- negli Stati Uniti il 10 giugno 1949 (riedizione)
- in Germania Ovest l'8 dicembre 1949 (Der Fremde aus Arizona, Der Rächer der Enterbten e In Arizona ist die Hölle los)
- in Spagna il 25 dicembre 1953 (Él y su enemiga)
- in Brasile (Adorável Inimiga e Têmpera de Aço)
- in Norvegia (En cowboy rydder opp)
- in Ungheria (Szilárdan a nyeregben)
- in Italia (Romanzo nel West)

## Promozione
Le tagline sono:
- "The Saturday Evening Post Story Comes to Life!".
- "Breath-Taking Adventure!".
- "WAYNE PACKS A WALLOP...In Action...In Love! " (locandina di una riedizione del 1953).